# 酒田村
酒田村（さかたむら）は、神奈川県足柄上郡に存在した村。現在の開成町の小田急小田原線沿いを除く大部分を占める。

## 地理
- 川：酒匂川、要定川

## 歴史
- 1889年（明治22年）4月1日 - 町村制の施行により、岡野村、金井島村、延沢村、円通寺村、中之名村、宮台村、牛島村が合併して酒田村が発足。
- 1955年（昭和30年）2月1日 - 吉田島村と合併して開成町が発足。同日酒田村廃止。